# ارنست ورنر فون زیمنس
ارنست ورنر فون زیمنس (۱۳ دسامبر ۱۸۱۶ - ۶ دسامبر ۱۸۹۲) یک مهندس و کارخانه‌دار آلمانی بود. از اسم زیمنس برای یکای رسانایی الکتریکی در واحد SI استفاده می‌شود. او همچنین مؤسس شرکت الکتریکی و مخابراتی زیمنس بود. وی برادر کارل ویلهلم زیمنس و کارل هاینریش فون زیمنس بود.